# Solanum neoweberbaueri
Solanum neoweberbaueri är en potatisväxtart som beskrevs av Marx Carl Ludwig Ludewig Wittmack. Solanum neoweberbaueri ingår i släktet skattor som ingår i familjen potatisväxter. Inga underarter finns listade i Catalogue of Life.